# Leda Mileva
Leda Mileva (en bulgare : Леда Милева), née le 5 février 1920 à Sofia – morte le 5 février 2013  dans la même ville, est une écrivaine, traductrice et diplomate bulgare. Elle était la fille du poète Geo Milev.
Leda Mileva a fondé le magazine de littérature étrangère Panorama.